# Káptalan-terem (Sopron)

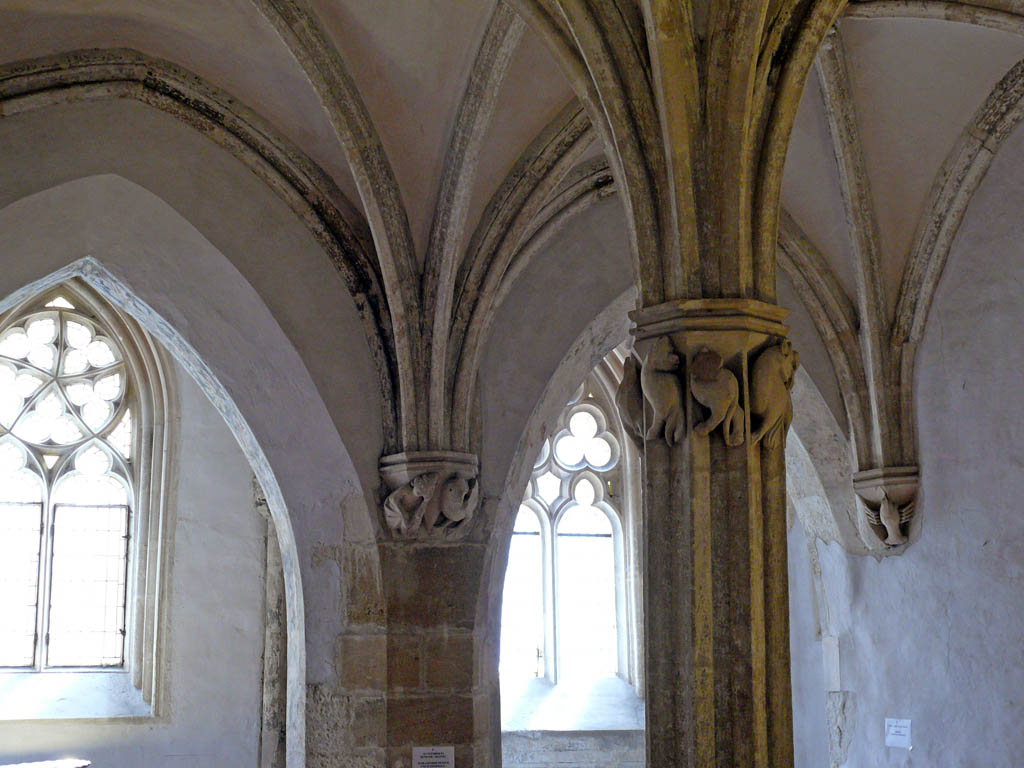
A Káptalan-terem gótikus oszlopai

A soproni Káptalan-terem a 13. századi építészet egyik legszebb megmaradt emléke. Az eredetileg téglalap alaprajzú, síkmennyezetű teret az 1340-es években gótikus stílusban átalakították, festésmaradványai ebből az időszakból származnak. Jelenleg a bencés rend tulajdonában és kezelésében van.

## Elhelyezkedése
A soproni Fő téren a Tűztoronnyal szemben álló Kecske-templom mellett, a kolostor épületében található. A templomból egy folyosón keresztül lehet megközelíteni a kolostor kerengőjén keresztül.

## Története
Az egykori ferences rendház terme eredetileg imahelynek épült. 1406-ban három kápolnával bővítették Dági (Agendorfer) Márton hagyatékából. Az északi kápolnát két női szentet ábrázoló freskó díszíti, a középső kápolna boltozatának záróköve Isten Bárányát ábrázolja, míg a délin az Agendorfer család címere látható: a közös tőből kinövő három levél.
1552-től a termet ravatalozóként, később temetkezési kápolnának használták. A 18. században barokk stílusban átalakították. 1782-ben II. József feloszlatta a szerzetesrendeket, ezután a ferences rendi kolostor és templom hosszú évtizedekre gazdátlanná vált. Csak 1802-ben vették újra használatba a bencés szerzetesek, akik rendbe hozták a ferencesek által kényszerűen elhagyott épületegyüttest.
1949-51-ben került sor a műemléki helyreállításra, ekkor a Káptalan-termet helyreállították és visszaállították késő gótikus formáját. A templom és a káptalanterem  belépődíj nélkül látogatható.

## Látnivalói
A belépőt szoborfülkés lépcsőház fogadja a kapu mögött. A középkori figurális és ornamentális festés mellett említésre érdemes  1779-ben készült mennyezeti freskója is (id. Dorfmeister István műve). A freskó Szent Ferencet és a többi ferences szentet ábrázolja.

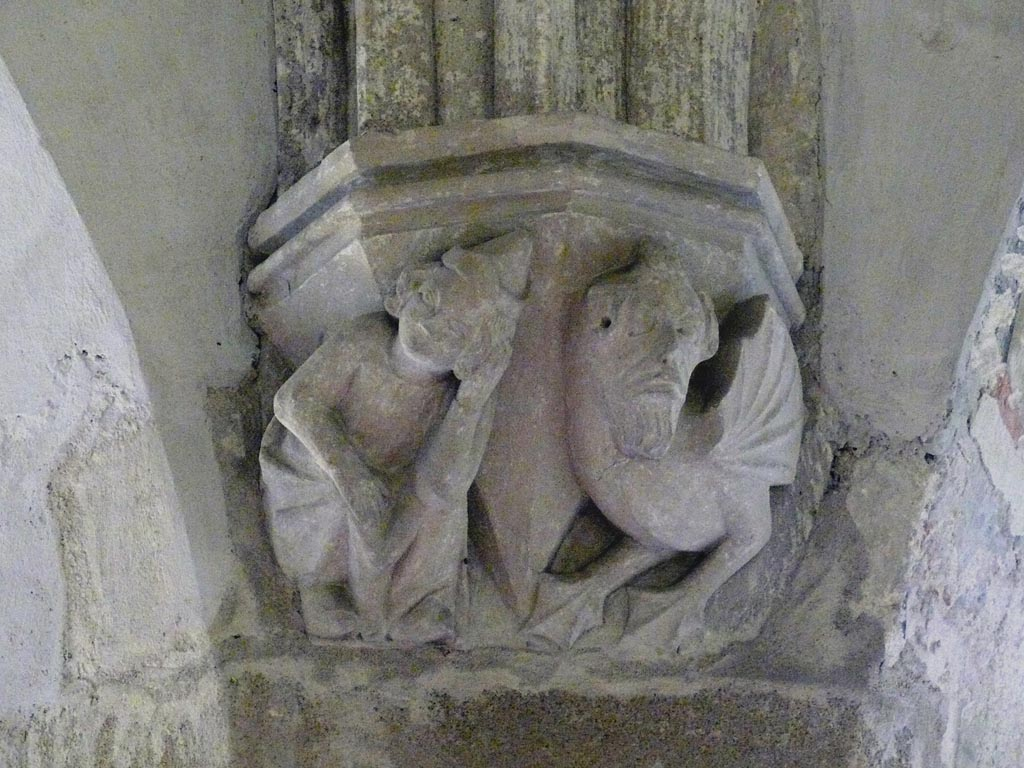
Alvó ember és denevér

Az oszlopfejezeteken levélornamentikába bújtatott, állattestű, emberfejű szimbolikus alakok jelenítik meg a főbűnöket.
- alvó ember és denevér – restség
- állattestű férfi és nő – bujaság
- kuporgó majom – kevélység
- medve – falánkság
- rák – állhatatlanság
- patás lábú női lény és vigyorgó, görnyedt szörny – irigység.
- szárnyas ördög (griff) – hitetlenség
- térdelő nőalak – hiúság

A díszítések között az építtető Geisel család kecskés címere is megtalálható.
A teremben az építészeti értékeken kívül a Soproni Múzeum középkori kőszobrászati emlékeit láthatjuk.